# Salomé (gemeente)
Salomé is een gemeente in het Franse Noorderdepartement (Frans: département du Nord) (regio Hauts-de-France). De gemeente telde op 1 januari 2022 3.116 inwoners en maakt deel uit van het arrondissement Rijsel. Ten zuiden van de gemeente loopt het Canal d'Aire.

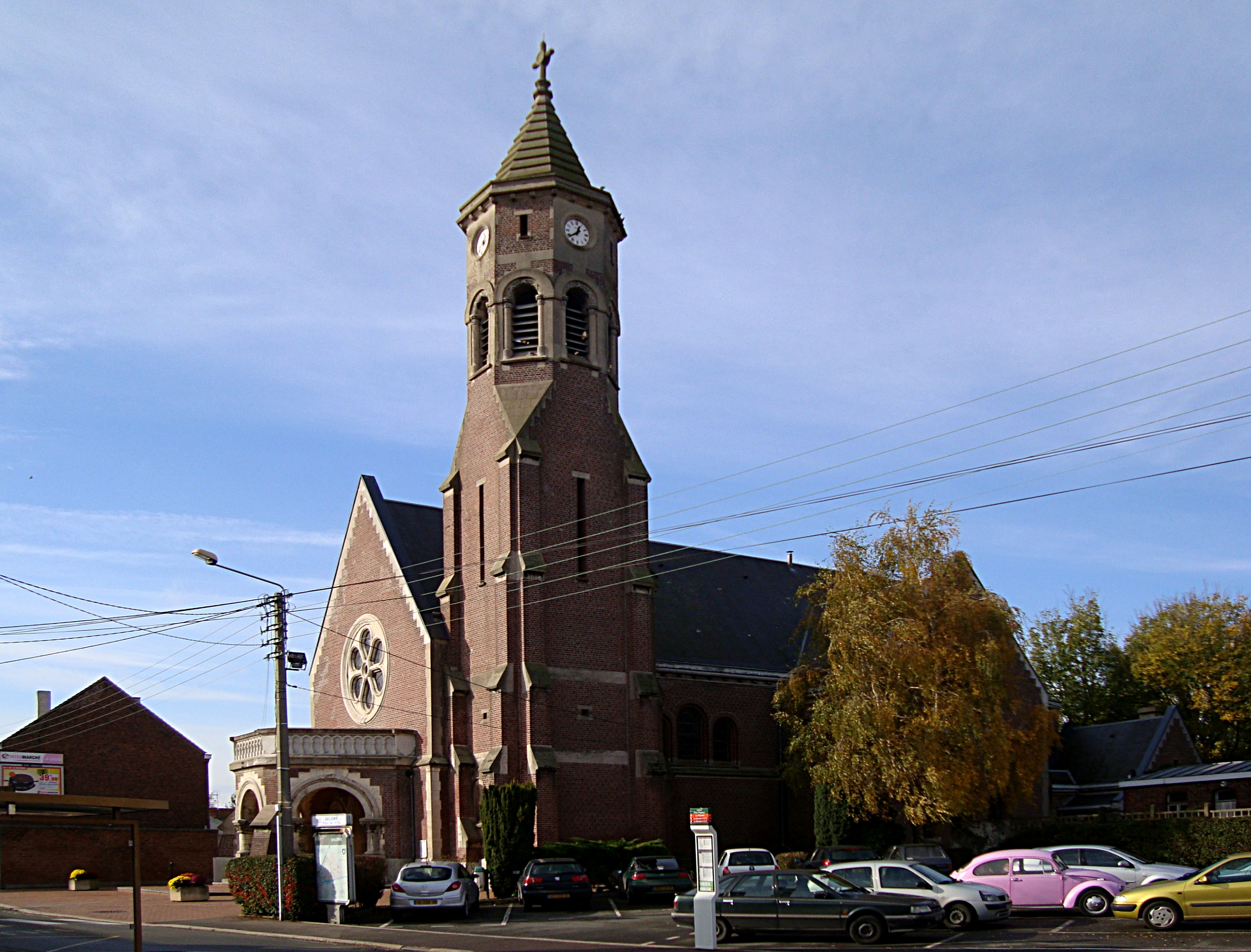
Centrum en Église Saint-Vaast

## Geografie
De oppervlakte van Salomé bedroeg op 1 januari 2022 5,25 vierkante kilometer; de bevolkingsdichtheid was toen 593,5 inwoners per km².

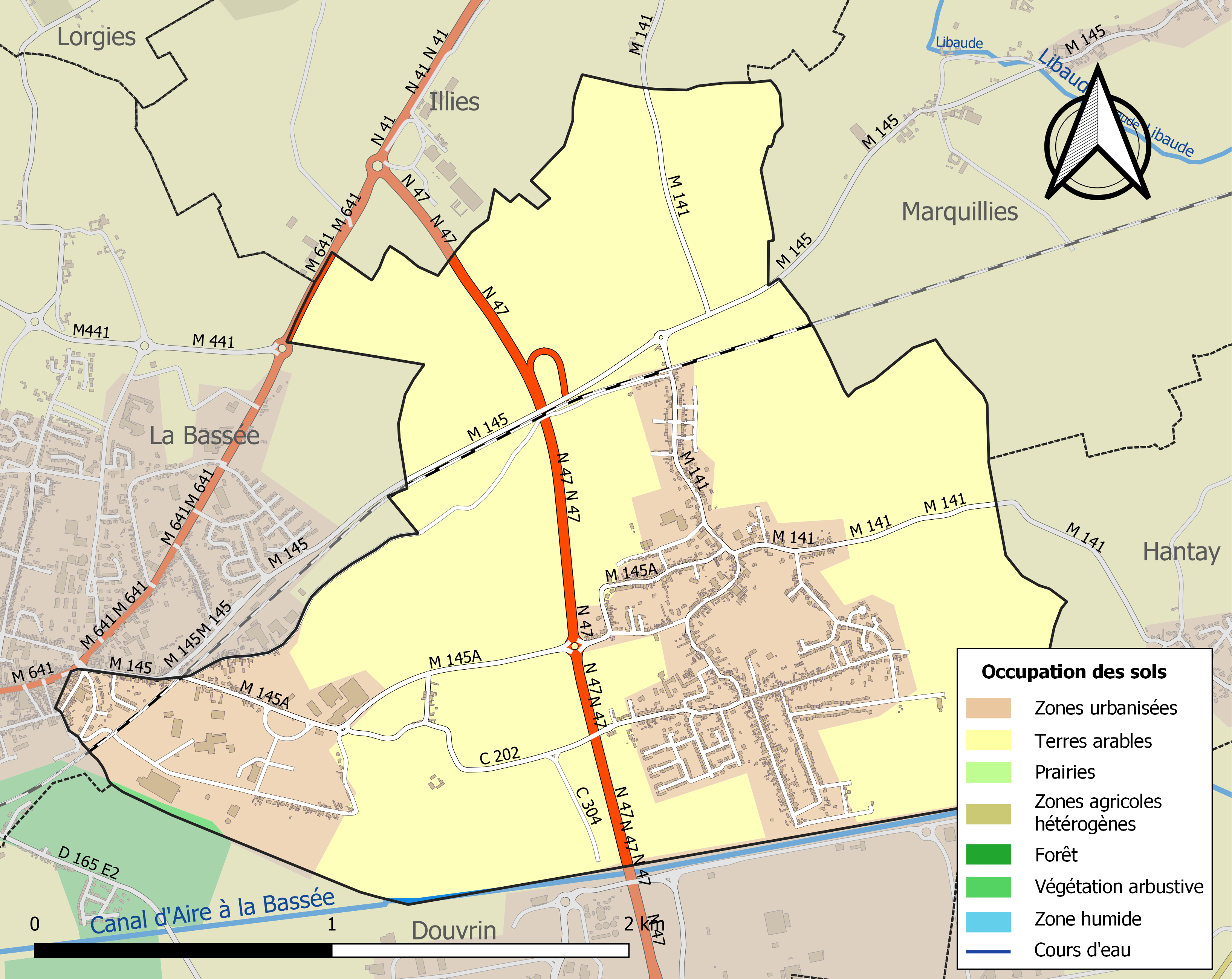
Kaart van de gemeente met belangrijkste infrastructuur, bodemgebruik en omliggende gemeenten

## Bezienswaardigheden
- De Église Saint-Vaast
- In de gemeente bevinden zich verscheidene oorlogsgraven:
  - Het Deutscher Soldatenfriedhof Salomé, een Duitse militaire begraafplaats 3548 gesneuvelden uit de Eerste Wereldoorlog.
  - Op de gemeentelijke Begraafplaats van Salomé bevinden zich twee Britse oorlogsgraven.

## Verkeer en vervoer
In de gemeente ligt spoorwegstation Salomé.

## Demografie
Onderstaande figuur toont het verloop van het inwonertal (bron: INSEE-tellingen).